# Puranattukara
Puranattukara é uma vila no distrito de Thrissur, no estado indiano de Kerala.

## Demografia
Segundo o censo de 2001, Puranattukara tinha uma população de 9595 habitantes. Os indivíduos do sexo masculino constituem 48% da população e os do sexo feminino 52%. Puranattukara tem uma taxa de literacia de 85%, superior à média nacional de 59,5%: a literacia no sexo masculino é de 86% e no sexo feminino é de 83%. Em Puranattukara, 10% da população está abaixo dos 6 anos de idade.